# Given Up
"Given Up" là một bài hát của ban nhạc rock người Mỹ Linkin Park. Bài hát được phát hành làm đĩa đơn thứ 4 trong album phòng thu thứ 3 của họ, Minutes to Midnight. Nó được phát hành vào ngày 17 tháng 2 năm 2008 ở Anh dưới dạng tải xuống kỹ thuật số. Bài hát không đạt được nhiều thành công như mong đợi ở Mỹ, mặc dù nó đã giành được vị trí cao trên bảng xếp hạng âm nhạc Alternative Songs. Bài hát cũng tỏ ra độc nhất vì trong một khổ hát Chester đã kéo dài một đoạn gào thét lên tới 17 giây (2:27-2:44).

## Hoàn cảnh
"Given Up" là bài hát mang âm hưởng nặng nhất album, đặc biệt có đoạn gào thét dài 17 giây của Chester Bennington trước phần điệp khúc cuối cùng, cũng như đoạn riff guitar trong các phần điệp khúc của bài hát. Tiếng thét thường được chia thành 2 phần khác nhau dài 8 giây khi biểu diễn trực tiếp để Bennington có thể lấy lại hơi thở, mặc dù ông đã từng hoàn thành trọn vẹn phần gào thét trong nhiều buổi biểu diễn trực tiếp khác nhau.
Bài hát chứa đoạn âm thanh leng keng đặc trưng trong các khổ hát và phần mở bài, được tạo ra bởi tiếng leng keng chùm chìa khóa của tay guitar Brad Delson và tiếng vỗ tay theo nhịp của Mike Shinoda. Nó cũng chứa lượng từ tục tĩu nhiều thứ 2 so với bất kỳ bài hát nào của Linkin Park (nhiều nhất là "When They Come For Me", một bài hát trong album thứ 4 của ban nhạc, A Thousand Suns) với từ "fuck" được đưa vào phần điệp khúc và bridge. Đây là lần đầu tiên Chester Bennington sử dụng ngôn từ tục tĩu trong bất kỳ sản phẩm phòng thu nào sau bài "System" từ nhạc phim Queen of the Damned. Bài hát được phát hành làm đĩa đơn vào ngày 3 tháng 3 năm 2008. Bài hát cũng được sử dụng trong đoạn trailer và quảng cáo cho bộ phim Crank: High Voltage năm 2009, trong đó Bennington đóng vai khách mời.

## Phát hành đĩa đơn
Vào tháng 6 năm 2007, trang web Billboard chính thức đưa ra thông tin rằng "Given Up" và "Shadow of the Day" sẽ là 2 đĩa đơn tiếp theo từ Minutes đến Midnight, sau "What I’m Done". Điều này là không chính xác sau khi "Bleed It Out" được đôn lên thành đĩa đơn, và vào thời điểm đó đã được phát hành làm đĩa đơn quảng cáo giữa "What I’m Done" và "Bleed It Out" chủ yếu do bài hát được phát sóng nhiều trên các đài phát thanh rock alternative. Vào ngày 24 tháng 1 năm 2008, có thông báo rằng "Given Up" sẽ là đĩa đơn tiếp theo của ban nhạc sau "Shadow of the Day", phát hành vào ngày 16 tháng 10 năm 2007. Đĩa đơn được phát hành dưới dạng tải xuống kỹ thuật số vào ngày 17 tháng 2 năm 2008, cùng với ảnh bìa.

## Video âm nhạc

Một trong những khung hình ngẫu nhiên trong video ca nhạc

Trên blog chính thức của mình, Chester Bennington đã tuyên bố thời điểm video được quay và video sẽ có cảnh màn trình diễn trực tiếp của ban nhạc. Bennington nói với đám đông tại MEN Arena và O2 Arena trong các buổi biểu diễn vào ngày 27 và 29 tháng 1 rằng màn trình diễn "Given Up" đã được ghi lại để sử dụng trong video. Linkin Park đã chính thức quay xong video vào ngày 6 tháng 2, theo Tạp chí Billboard. Video được công chiếu lần đầu trên trang web chính thức của ban nhạc vào ngày 3 tháng 3 năm 2008 lúc 4 giờ chiều Giờ chuẩn Thái Bình Dương (Nửa đêm giờ UTC). Video được tải lên kênh YouTube của ban nhạc vào ngày 4 tháng 3 năm 2008. Video được đạo diễn bởi Mark Fiore, quay phim của ban nhạc.
Tính đến tháng 1 năm 2021, bài hát đã có 85 triệu lượt xem trên YouTube.
Video bao gồm các clip trực tiếp từ các buổi biểu diễn (đã nêu ở trên) và đã được chỉnh sửa cùng nhau một cách sắc nét và thô, chứa các cảnh cắt ngắn với nhiều hiệu ứng đặc biệt, chủ yếu là thay đổi màu sắc. Phần chuyển cảnh thì theo phong cách méo mó của băng analog bị nhiễu, tạo cho video một vẻ ngoài thô hơn. Bennington trình diễn tiếng thét kéo dài 17 giây của mình trên thanh chắn bảo vệ, cách khán giả vài inch.

### iTunes
Video âm nhạc của "Given Up" có mặt trên iTunes, cùng với video hòa nhạc trực tiếp cảnh ban nhạc trình diễn bài hát. Video trực tiếp được trích từ DVD Road to Revolution: Live at Milton Keynes.

## Trong các phương tiện khác
Bài hát có thể nghe thấy trong phim Red 2.

## Doanh số thương mại
Trên Billboard Hot 100, "Given Up" là đĩa đơn kém thành công nhất trong Minutes to Midnight. Đĩa đơn đã lọt vào bảng xếp hạng Hot 100 và Pop 100 của Billboard lần lượt ở vị trí 99 và 78 vào tháng 5 năm 2007, sau khi phát hành Minutes to Midnight.
Tuy nhiên, trên bảng xếp hạng Mainstream Rock và Modern Rock, nó lại đạt vị trí cao hơn so với đĩa đơn hậu bối của nó, "Leave Out All the Rest". Sau khi đĩa đơn được phát hành chính thức, bài hát đã đứng ở vị trí thứ 34 trên bảng xếp hạng Mainstream Rock Tracks, đạt đỉnh ở vị trí thứ 5. Nó cũng ra mắt ở vị trí thứ 32 trên bảng xếp hạng Modern Rock Tracks, đạt đỉnh ở vị trí thứ 4.

## Danh sách ca khúc
Tất cả các ca khúc được viết bởi Linkin Park.
| CD • đĩa Picture 7" • đĩa đơn iTunes | CD • đĩa Picture 7" • đĩa đơn iTunes | CD • đĩa Picture 7" • đĩa đơn iTunes |
| STT                                  | Nhan đề                              | Thời lượng                           |
| ------------------------------------ | ------------------------------------ | ------------------------------------ |
| 1.                                   | "Given Up"                           | 3:09                                 |

| Đĩa đơn Châu Âu | Đĩa đơn Châu Âu                                                      | Đĩa đơn Châu Âu |
| STT             | Nhan đề                                                              | Thời lượng      |
| --------------- | -------------------------------------------------------------------- | --------------- |
| 1.              | "Given Up"                                                           | 3:11            |
| 2.              | "Valentine's Day" (Trực tiếp từ Frankfurt, Đức, 20 tháng 1 năm 2008) | 3:23            |

| đĩa đơn Premium Châu Âu | đĩa đơn Premium Châu Âu | đĩa đơn Premium Châu Âu |
| STT                     | Nhan đề                 | Thời lượng              |
| ----------------------- | ----------------------- | ----------------------- |
| 1.                      | "Given Up"              | 3:09                    |
| 2.                      | "Given Up" (Video)      | 3:12                    |

| đĩa EP iTunes | đĩa EP iTunes                                                        | đĩa EP iTunes |
| STT           | Nhan đề                                                              | Thời lượng    |
| ------------- | -------------------------------------------------------------------- | ------------- |
| 1.            | "Given Up"                                                           | 3:09          |
| 2.            | "Valentine's Day" (Trực tiếp từ Frankfurt, Đức, 20 tháng 1 năm 2008) | 3:24          |
| 3.            | "In Between" (Trực tiếp từ London, Anh, 29 tháng 1 năm 2008)         | 3:25          |

## Lịch sử phát hành
| Quốc gia       | Ngày phát hành      |
| -------------- | ------------------- |
| Malaysia       | Tháng 1 năm 2008    |
| Vương quốc Anh | 17 tháng 2 năm 2008 |
| Toàn thế giới  | 3 tháng 3 năm 2008  |

## Bảng xếp hạng
| Bảng xếp hạng (2008)                     | Vị trí Cao nhất |
| ---------------------------------------- | --------------- |
| Billboard Hoa Kỳ Ca khúc Rock hiện đại   | 4               |
| Billboard Hoa Kỳ Ca khúc Rock chính dòng | 5               |
| Billboard Hoa Kỳ Hot 100                 | 99              |
| Billboard Hoa Kỳ Pop 100                 | 78              |
| Billboard Canada Rock                    | 25              |
| Bảng xếp hạng đĩa đơn Bồ Đào Nha         | 12              |
| Bảng xếp hạng đĩa đơn Đức                | 53              |
| Bảng xếp hạng đĩa đơn Séc                | 15              |
| Bảng xếp hạng đĩa đơn Ba Lan             | 31              |
| Bảng xếp hạng nhạc rock Vương quốc Anh   | 4               |
| Venezuela Pop Rock (Record Report)       | 4               |

| Bảng xếp hạng (2017)          | Vị trí cao nhất |
| ----------------------------- | --------------- |
| Anh Quốc Rock and Metal (OCC) | 28              |

## Chứng nhận
| Quốc gia                                                    | Chứng nhận | Số đơn vị/doanh số chứng nhận |
| ----------------------------------------------------------- | ---------- | ----------------------------- |
| Hoa Kỳ (RIAA)                                               | Gold       | 500.000‡                      |
| ‡ Chứng nhận dựa theo doanh số tiêu thụ và phát trực tuyến. |            |                               |